# Camenas
Na mitologia romana, as camenas (em latim: Camenae) eram originalmente deusas da primavera, do bem, e das fontes ou ninfas das águas de Vênus. Eram sábias e muitas vezes profetizavam o futuro. 
Existiam quatro camenas: Carmenta, Egéria, Antevorta e Postverta. Carmenta era a chefe das ninfas; o bosque fora da Porta Capena era dedicado a Egéria. 
No dia do seu festival, a Carmentália, celebrado entre os dias 11 e 15 de janeiro, as virgens vestais retiravam água das nascentes. 
As camenas foram depois identificadas com as musas da mitologia grega.  Na tradução da Odisseia, Lívio Andrônico traduziu a palavra grega Mousa por Camena.